# نورمان إشام
نورمان إشام (بالإنجليزية: Norman Isham) هو مهندس معماري أمريكي، ولد في 1864، وتوفي في 1943 في Wickford, Rhode Island ‏ في الولايات المتحدة.